# Paul Vangansbeke
Paul Vangansbeke (Kuurne, 5 september 1930 - Kortrijk, 20 januari 2008) was een Belgisch volksvertegenwoordiger en burgemeester.

## Levensloop
Vangansbeke was ingenieur en werkte als personeelsdirecteur bij Bekaert in Zwevegem.
De Vlaamsgezinde Vangansbeke, wiens vader lid was van het Vlaamsch Nationaal Verbond, engageerde zich in de Volksunie. Hij was van 1965 tot 1970 burgemeester van Kuurne voor de lokale lijst Kuurnse Volkspartij. Van 1989 tot 1994 was hij gemeenteraadslid in de oppositie voor de lijst BAND. In 1995 werd hij een tweede maal burgemeester voor de lijst Kartel en bleef dit tot in 2000.
Hij zetelde van 1987 tot 1991 voor het arrondissement Kortrijk in de Kamer van volksvertegenwoordigers. In de periode februari 1988-november 1991 had hij als gevolg van het toen bestaande dubbelmandaat ook zitting in de Vlaamse Raad. De Vlaamse Raad was vanaf 21 oktober 1980 de opvolger van de Cultuurraad voor de Nederlandse Cultuurgemeenschap, die op 7 december 1971 werd geïnstalleerd, en was de voorloper van het huidige Vlaams Parlement.
Hij was meerdere decennia lid van de bouwmaatschappij Eigen Gift Eigen Hulp, waarvan hij erevoorzitter werd. 
Hij overleed op 77-jarige leeftijd in de Kliniek Maria's Voorzienigheid van het AZ Groeninge in Kortrijk.